# 胡洪范
胡洪范，中华人民共和国政治人物、外交官。
1985年，接替卫永清，担任中华人民共和国驻委内瑞拉大使。1988年，由陈德和接任。